# Samuil Jakovlevič Maršak
Samuil Jakovlevič Maršak (in russo Самуил Яковлевич Маршак?; Voronež, 3 novembre 1887 – Mosca, 4 luglio 1964) è stato un poeta russo.

## Biografia
Amico del critico Stasov e di Gorkij, studiò a San Pietroburgo e a Londra. Dopo la rivoluzione russa si affermò come scrittore per ragazzi, con racconti per l'infanzia, fiabe e poemetti.
Scrisse anche testi di divulgazione scientifica, epigrammi e satire politiche. Nel campo delle traduzioni si occupò dei testi di William Shakespeare, George Gordon Byron, William Blake, William Wordsworth, Percy Bysshe Shelley, Rudyard Kipling, Robert Louis Stevenson, William Butler Yeats, Lewis Carroll, Thomas Stearns Eliot e molti altri.

## Opere
- Poesia russa del 1900, antologia, 1923-1927
- I dodici mesi, in prosa, del 1943
- Verità e leggende, poema del 1947
- Il libro della foresta, poema del 1950